# アーカイブ
アーカイブ (archive; [ˈɑːrkaɪv]) とは、組織や個人の活動の中で作成される文書であり、単に収集・保存するのではなく、ある体系に基づいて編纂し、目的があって保存された文書の集合体である。日本では一般的に書庫や保存記録と訳されることが多いが、元来は公記録保管所、または公文書の保存所（公文書館）、履歴などを意味し、記録を保存しておく場所である。
国立国語研究所による「外来語」言い換え提案では、「アーカイブ」の言い換え語として「保存記録」や「記録保存館」とされている。

## 定義
カール・ツィンカーナーゲルは『アーキビストと「記録」(今日の記録文書や現用文書に当たる)に従事している者のためのマニュアル』 (1800年)において、アーカイブを、ある国家の政府の管理のもとに置かれた、国家の特権と組織に関連した文書の体系化された集成であると定義した。その後、1834年にドイツのハインリヒ・アウクスト・エルハルト、1895年にフランスのチャールズ＝ビクター・ラングロワらにより体系化、解釈が行われた。彼らはアーカイブを、作成する国や行政、企業、個人に関わる法的に関連がある文書の資料群として規定し、文書作成の活動または保管場所であると説明した。さらに20世紀初頭のイタリアにおいてユージェニオ・カサノヴァは、1928年に刊行された文書の記録管理に関する学術書において、「アーカイブはある活動の遂行の間に構築された団体もしくは個人の文書の体系化され、これら団体や個人の政治的・法的・文化的目的達成のために保存された集成である」と定義した。
具体的なアーカイブやアーカイブズの定義が行われている一方で、明文化はできないとも言われている。

## 施設としてのアーカイブ
アーカイブの複数形としてアーカイブズがあり、文書や史料、また美術作品の保存を目的とした施設や仕組みを指す。なお、過去に放送された番組や関係資料の所蔵・閲覧を目的とした映像拠点として2003年（平成15年）に埼玉県川口市にオープンしたNHKアーカイブスの「アーカイブス」は、「アーカイブズ」では末尾に濁音が続き発音しにくいために、NHKによって考案された造語である。

## コンピュータでのファイル操作におけるアーカイブ
複数のファイルを一体化すること。

## 記録としてのアーカイブ
図書館学における公記録保管所という意味からの派生。
歴史学では多様な史料の活用が図られるようになり、特に1980年代以降の新たな史料学のもとで古文書から電子記録まで「過去の人びとの記録総体」を「アーカイブズ」と呼ぶようになった。

## 個人アーカイブ。
個人アーカイブは、個人または家族が、個人的な文書、写真、手紙、その他歴史的または感情的価値のある資料を保存するために作成する。 企業や政府のアーカイブとは異なり、一般公開を目的としておらず、主に個人的な利用や家族の思い出、後世への遺産の継承を目的としている。
このようなアーカイブには、古い日記や書簡から、ホームビデオ、オーディオ録音、デジタルファイルまで、さまざまな資料が含まれます。 多くの場合、愛好家や家族史研究家、あるいは先祖の記憶を保存しようとする人々によって収集される。場合によっては、個人のアーカイブは、その内容が公共の関心を引くものである場合、例えば、有名な人物や歴史上の重要な出来事に関するものである場合、博物館、図書館、大学に移管される。
個人アーカイブの主な利用者は、所有者本人、その親族、研究者（アクセスが許可されている場合）である。ビジネスアーカイブとは異なり、厳密な保管ルールはなく、資料の整理は作成者の好みによってのみ行われる。 しかし、デジタル技術の発展に伴い、個人のコレクションを保存するための専門的なアプローチ、つまりデジタル化、体系化、データの損失からの保護について考える人が増えている。 現代のテクノロジーは、こうした過去の証言を保存することを可能にしている。個人使用のための古い写真のデジタル化は、技術的なプロセスだけではない。永遠に消えてしまうかもしれない映像に第二の人生を与える機会なのだ。 
個人アーカイブの中には、最終的に大規模なコレクションの一部となるものもある。例えば、前線からの手紙、前世紀の日常生活を写した写真、口承による記憶の記録は、歴史家や文化史家にとって貴重な資料となる。とはいえ、このようなアーカイブの主な目的は、営利や管理ではなく、個人史や家族史の保存である。

### デジタルデータのアーカイブ
- デジタルアーカイブ - デジタル化して保存すること。
- ウェブアーカイブ - ウェブを収集したものの総称。
- インターネットアーカイブ - インターネットで公開されている情報をクローラを用いて収集・保存するサービス、あるいはその団体。
- Arctic World Archive デジタルデータの貯蔵庫。スヴァールバル世界種子貯蔵庫からそれほど遠くない場所に位置する。